# Văn hóa Long Sơn

Phạm vi của văn hóa Long Sơn

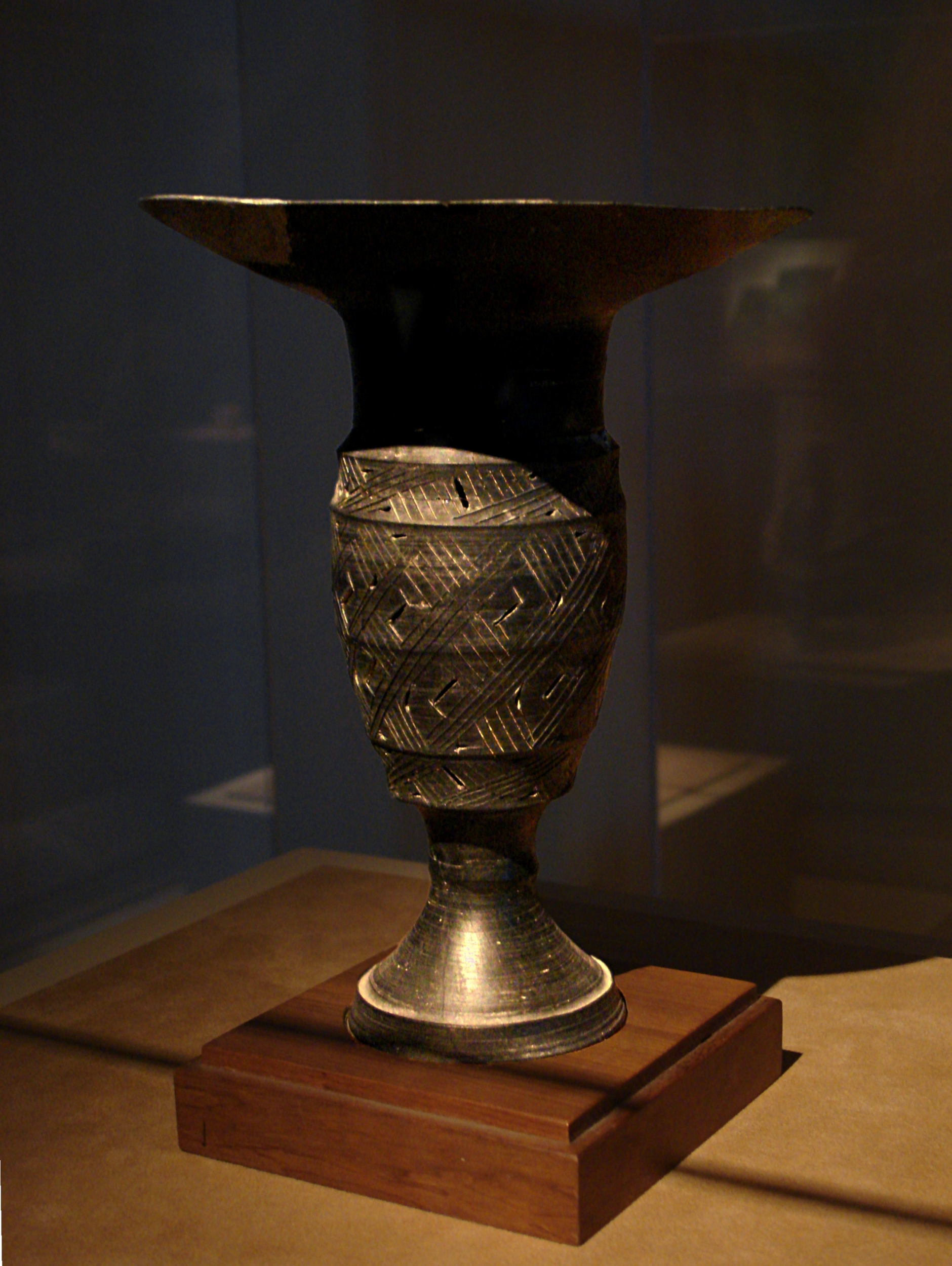
Cốc gốm hình đen thuộc văn hóa Long Sơn

Văn hóa Long Sơn (giản thể: 龙山文化; phồn thể: 龍山文化; bính âm: Lóngshān Wénhuà) là một nền văn hóa vào cuối thời đại đồ đá mới tại Trung Quốc, tập trung tại trung du và hạ du Hoàng Hà, có niên đại từ khoảng 3000 TCN đến 2000 TCN. Văn hóa Long Sơn được đặt theo tên của trấn Long Sơn thuộc Tế Nam, Sơn Đông, là nơi di chỉ đầu tiên được phát hiện (1928) và khai quật (1930 và 1931) của nền văn hóa này, di chỉ Thành Tử Nhai.
Giai đoạn đầu của văn hóa Long Sơn là từ 3.000-2.600 TCN, trong khi giai đoạn sau là từ 2.600-2.000 TCN.
Văn hóa Long Sơn đánh dấu một quá trình chuyển đổi sang việc thành lập đô thị, với việc xuất hiện các bức tường đất và hào; di chỉ Đào Tự là điểm định cư lớn nhất có tường bao thuộc văn hóa Long Sơn, có diện tích 2,8 km2. Tại Đào Tự, các nhà khảo cổ học đã khai quật được một cung điện, một đài quan sát thiên văn, chỗ ở của giới thượng lưu và thường dân, cùng một nghĩa trang quý tộc có niên đại từ 4.300 đến 3.900 năm trước. Những hiện vật tuyệt vời đã được tìm thấy, trong đó có một đĩa gốm trang trí một con rồng xanh, trống gốm, trống da cá sấu, rìu ngọc bích và đá, đồ nghi lễ bằng gỗ và khánh đá. Một số nhà khảo cổ cho rằng di tích này có liên quan đến giai đoạn Ngũ Đế trong truyền thuyết Trung Hoa. Ông Hà Nô, một học giả thuộc Viện Hàn lâm Khoa học Xã hội Trung Quốc cho biết: "Theo một số tư liệu lịch sử Đào Tự chính là Bình Dương, kinh đô của triều vua Nghiêu... Thời đại vua Nghiêu và hậu duệ là vua Thuấn và vua Vũ không phải huyền thoại. Họ thật sự tồn tại trong lịch sử".
Ngày 1/11/2005, các nhà khảo cổ Trung Quốc ở tại Đào Tự đã thông báo về việc tìm thấy di tích đài thiên văn cổ nhất thế giới, có niên đại cách đây gần 4.100 năm. Những dấu vết còn lại bao gồm một vòng hình bán nguyệt có đường kính 40 m trong khuôn viên chính và 60 m ở vòng ngoài, cho thấy đài có 3 vòng tròn và được đắp bằng đất. Căn cứ vào vết tích có thể suy ra rằng có 13 cột đá, mỗi cột cao ít nhất 4 mét đứng trong vòng tròn thứ nhất, tạo thành 12 khoảng hở. Người xưa đã quan sát hướng mặt trời mọc thông qua những khoảng hở này để tính toán lịch, phân chia các mùa trong năm. Mô phỏng cho thấy chỉ đài thiên văn này chỉ sai lệch 1 - 2 ngày so với lịch âm ngày nay của Trung Quốc. Nhà nghiên cứu Hà Nô thuộc Viện Khảo cổ Trung Quốc cho biết đài thiên văn này được xây "không chỉ dùng để quan sát các hiện tượng thiên văn mà còn để phục vụ cho các lễ tế".
Một di chỉ khác là Di chỉ ở Thạch Mão (石 峁, thuộc Thần Mộc, tỉnh Thiểm Tây). Nó có niên đại khoảng 2.000 TCN, gần cuối thời kỳ Long Sơn và là địa điểm có tường thành bao quanh lớn nhất được biết đến vào thời kỳ đó ở Trung Quốc, với diện tích 400 ha. Thành phố được bao quanh bởi những bức tường đá bên trong và bên ngoài, trái ngược với những bức tường đất nện đặc trưng của các đô thị khác cùng thời ở Đồng bằng Trung tâm và Sơn Đông. Các bức tường dày trung bình 2,5 mét, với chu vi tương ứng là 4.200 m và 5.700 m, có cổng và tháp canh. Địa điểm đầu tiên, "cung điện trung tâm", là một kim tự tháp bậc thang lớn dựa trên một ngọn đồi hoàng thổ đã được làm lại để tạo thành 11 bệ, với chiều cao 70 mét. Mỗi bệ trong số này được gia cố bằng các bốt đá. Trên đỉnh của kim tự tháp đã xây dựng các cung điện bằng đất nện. Nội thành có một khu nền bằng đá, được hiểu là một khu phức hợp cung điện và các khu dân cư, nghĩa trang và xưởng thủ công đông đúc. Đặc điểm khác thường bao gồm ngọc bích được gắn trên các bức tường thành phố, có thể mang ý nghĩa tâm linh, các tác phẩm điêu khắc phù điêu rắn và quái vật, và các bức tranh vẽ hoa văn hình học trên các bức tường bên trong. Khoảng 80 chiếc sọ người được tìm thấy dưới cổng thành phố, chủ yếu của các cô gái trẻ, gợi ý rằng đây là kết quả của nghi lễ hiến tế.
Việc canh tác lúa gạo lúc này rõ ràng đã được tiến hành. Các cư dân sản xuất tơ lụa quy mô nhỏ bằng cách nuôi và thuần hóa tằm tơ, xuất hiện hoạt động trồng dâu nuôi tằm sơ khởi. Các ngành nghề thủ công phát triển như chế tác đồ đồng, lúa mì, lúa mạch, cừu, dê và gia súc dường như đã xuất hiện ở đây sớm hơn những nơi khác ở Trung Quốc, cho thấy rằng cư dân của nó đã giao tiếp với các dân tộc ở Thảo nguyên Á-Âu qua mạng lưới thương mại rộng lớn. Ngoài ra, các vật liệu có thể từ miền Nam Trung Quốc, chẳng hạn như trống da cá sấu, đã được tìm thấy, cho thấy sự giao thương với miền nam Trung Quốc.
Điểm đặc biệt của văn hóa Long Sơn là kỹ thuật làm gốm ở trình độ cao, bao gồm việc sử dụng các bàn xoay gốm, phát hiện ra chữ viết vào thời kỳ này được gọi là Cốt khắc văn (骨刻文). Văn hóa Long Sơn được biết đến với các đồ gốm đen được đánh bóng ở mức độ cao. Loại đồ gốm này có thành mỏng và màu đen được đánh bóng cũng được phát hiện tại lưu vực Trường Giang thuộc vùng ven biển đông nam Trung Quốc hiện nay. Đó là một dấu hiện rõ ràng rằng các phân nhóm nông nghiệp thời đại đồ đá mới của văn hóa Long Sơn đã vượt ra ngoài ranh giới của Trung Hoa cổ đại.
Các hóa thạch được phát hiện ở các di chỉ khảo cổ học cho thấy các cư dân đã sử dụng một phương thức bói toán dựa trên phân tích các vết rạn được tạo ra khi xương gia súc được đốt nóng.
Một loạt các khu vực địa lý tại Trung Quốc có liên hệ đến các tiểu giai đoạn của nền văn minh Long Sơn, đặc biệt là giai đoạn cuối. Giả dụ khu vực trung du Kính Hà và Vị Hà có các di chỉ khu định cư được gọi là văn hóa Long Sơn Thiểm Tây.
Cư dân thời đại đồ đá mới tại Trung Quốc đạt tới đỉnh cao trong văn hóa Long Sơn. Đến giai đoạn kết thúc văn hóa Long Sơn, nhân khẩu giảm mạnh, điều này ứng với sự biến mất của các đồ gốm đen chất lượng cao được phát hiện trong các mộ táng. Giả thuyết phổ biến liên quan đến việc nền văn hóa này tàn lụi là do khí hậu khô và lạnh hơn trên Cao nguyên Hoàng Thổ từ năm 2000 đến năm 1700 trước Công nguyên. Sự thay đổi môi trường này có khả năng khiến phần lớn dân số phải rời bỏ các đô thị, di cư đến vùng Đồng bằng Trung tâm Trung Quốc.